# Krășno, Tărgoviște
Krășno (în bulgară Кръшно) este un sat în comuna Tărgoviște, regiunea Tărgoviște,  Bulgaria. 

## Demografie
Componența etnică a satului Krășno
     Bulgari (32,5%)
     Turci (60%)
     Romi (4,58%)
     Nicio identificare (2,91%)
La recensământul din 2011, populația satului Krășno era de 240 locuitori. Din punct de vedere etnic, majoritatea locuitorilor (60%) erau turci, existând și minorități de bulgari (32,5%) și romi (4,58%). Pentru 2,91% din locuitori nu este cunoscută apartenența etnică.